# N119 (België)
De N119 is een gewestweg in de Belgische provincie Antwerpen. De weg verbindt de R13 in Turnhout met de Nederlandse grens richting Baarle-Hertog/Baarle-Nassau, waar de weg verdergaat als de Nederlandse N260. De lengte van de N119 bedraagt 7 kilometer.
Er ligt een fietsstrook voor fietsers aan de oostzijde van de rijbaan, zonder fysieke afgrenzing van het autoverkeer.